# 鬼志別駅

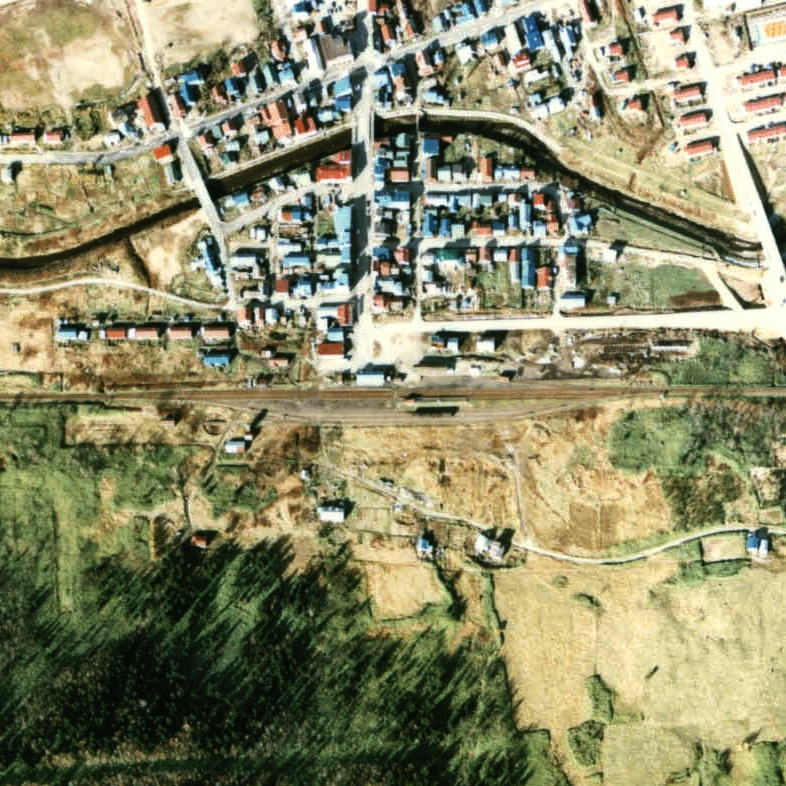
1977年の鬼志別駅と周囲約750m範囲。左が南稚内方面。千鳥式ホーム2面2線と副本線2本、駅舎横の浜頓別側に貨物ホームと引込み線をもつ。峠越え補機用機関車の転車台が残っている。廃線後は写真上端を流れる鬼志別川が元の駅構内を流れる形に河川改修されたため、駅跡は全く残っていない。

鬼志別駅（おにしべつえき）は、北海道（宗谷支庁）宗谷郡猿払村字鬼志別にあった北海道旅客鉄道（JR北海道）天北線の駅（廃駅）である。電報略号はオニ。事務管理コードは▲121913。
廃止時まで運行されていた急行「天北」の停車駅であった。

## 歴史
- 1920年（大正9年）11月1日 - 鉄道省宗谷本線浅茅野駅 - 当駅間延伸開通に伴い開業[1][3]。一般駅。
- 1922年（大正11年）11月1日 - 当駅 - 稚内駅（現在の南稚内駅）間延伸開通（宗谷本線全通）に伴い中間駅となる[3]。稚内機関庫鬼志別分庫設置。
- 1930年（昭和5年）4月1日 - 音威子府駅 - 稚内駅間を宗谷本線から分割し線路名を北見線に改称、それに伴い同線の駅となる[3]。
- 1949年（昭和24年）6月1日 - 公共企業体である日本国有鉄道に移管。
- 1961年（昭和36年）4月1日 - 線路名を天北線に改称、それに伴い同線の駅となる[3]。
- 1982年（昭和57年）6月1日 - 貨物取扱い廃止[1]。
- 1984年（昭和59年）2月1日 - 荷物取扱い廃止[1]。
- 1987年（昭和62年）4月1日 - 国鉄分割民営化により、北海道旅客鉄道（JR北海道）の駅となる[1]。
- 1989年（平成元年）5月1日 - 天北線の廃線に伴い廃止となる[1][3]。

## 駅構造

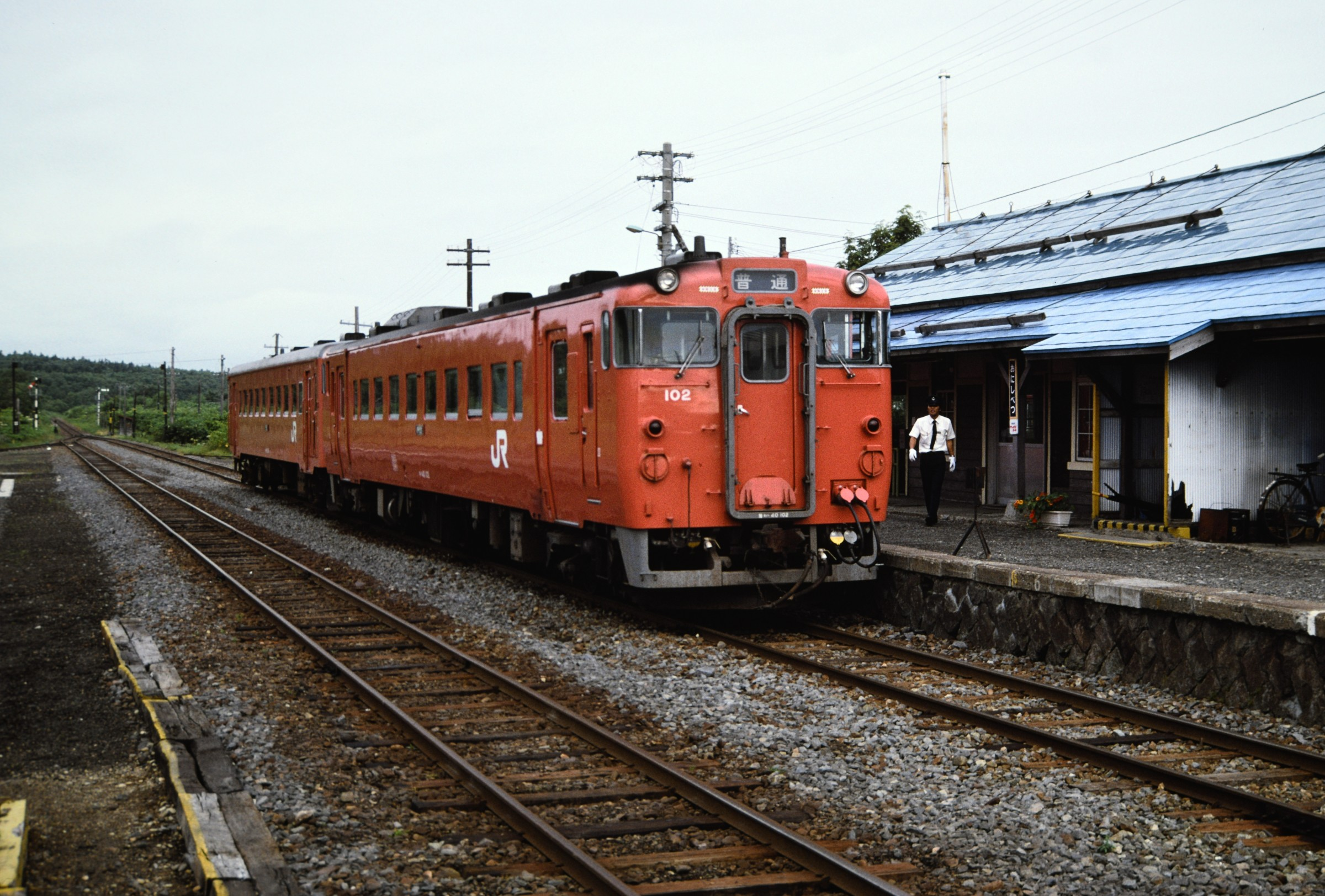
鬼志別駅に停車中のキハ40 102とキハ22の音威子府行普通列車（1988年）

廃止時点で、単式ホーム・島式ホーム（片面使用）複合型2面2線を有する地上駅で、列車交換可能な交換駅であった。互いのホームは駅舎側ホーム中央部分と島式ホーム西側を結んだ構内踏切で連絡していた。駅舎側（北側）ホームが上りの1番線、待合所が設置された島式ホームが下りの2番線となっていた。そのほか1983年（昭和58年）時点では島式ホームの外側に3線を側線として有しており、1番線の音威子府方から分岐し駅舎東側の切欠き部分の貨物ホームへの貨物側線を1線有していた。
職員配置駅となっており、木造駅舎は構内の北側に位置し1番線ホーム中央部に接していた。

## 駅名の由来
当駅の所在する地名より。地名は、アイヌ語の「オニウシペッ」（川尻に・木が・群生している・川）、「オヌウシペッ」（川口・豊漁・ある・川）のいずれかからとされる。

## 利用状況
乗車人員の推移は以下のとおり。年間の値のみ判明している年については、当該年度の日数で除した値を括弧書きで1日平均欄に示す。乗降人員のみが判明している場合は、1/2した値を括弧書きで記した。
| 年度               | 乗車人員 | 乗車人員 | 出典   | 備考 |
| 年度               | 年間     | 1日平均  | 出典   | 備考 |
| ------------------ | -------- | -------- | ------ | ---- |
| 1978年（昭和53年） |          | 174      | [ 10 ] |      |

## 駅周辺
猿払村の中心駅。村役場や市街地の最寄り駅のため急行「天北」も停車した。
- 北海道道138号豊富猿払線
- 北海道道1089号猿払鬼志別線 - 一部に天北線廃線跡を転用している。
- 猿払村役場
- 稚内警察署鬼志別駐在所
- 鬼志別郵便局
- 稚内信用金庫鬼志別支店
- 東宗谷農業協同組合（JA東宗谷）猿払支所
- 猿払村立拓心中学校
- 猿払村立鬼志別小学校
- 鬼志別川[11]

## 駅跡

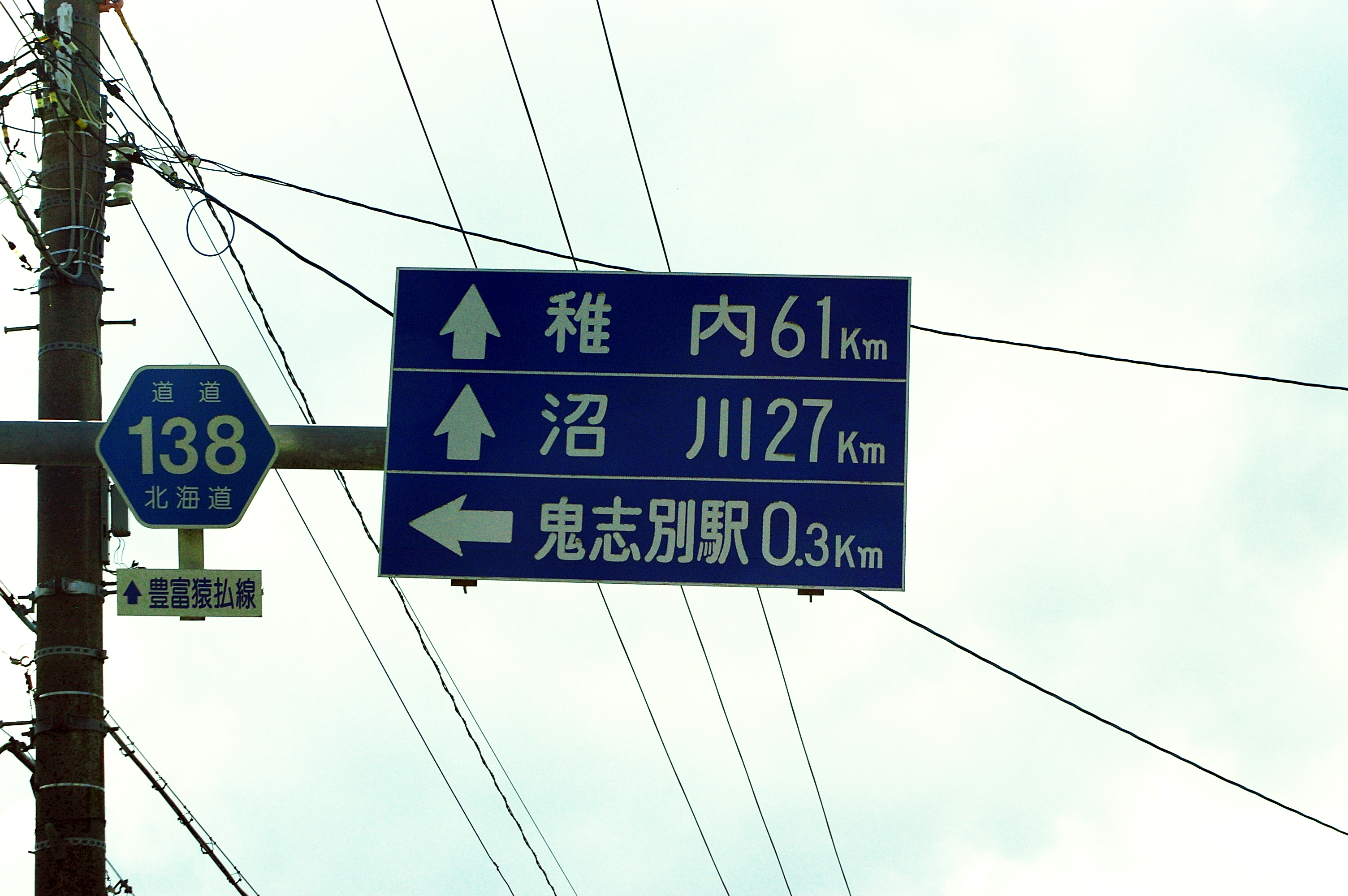
鬼志別市街に残る鬼志別駅の案内看板

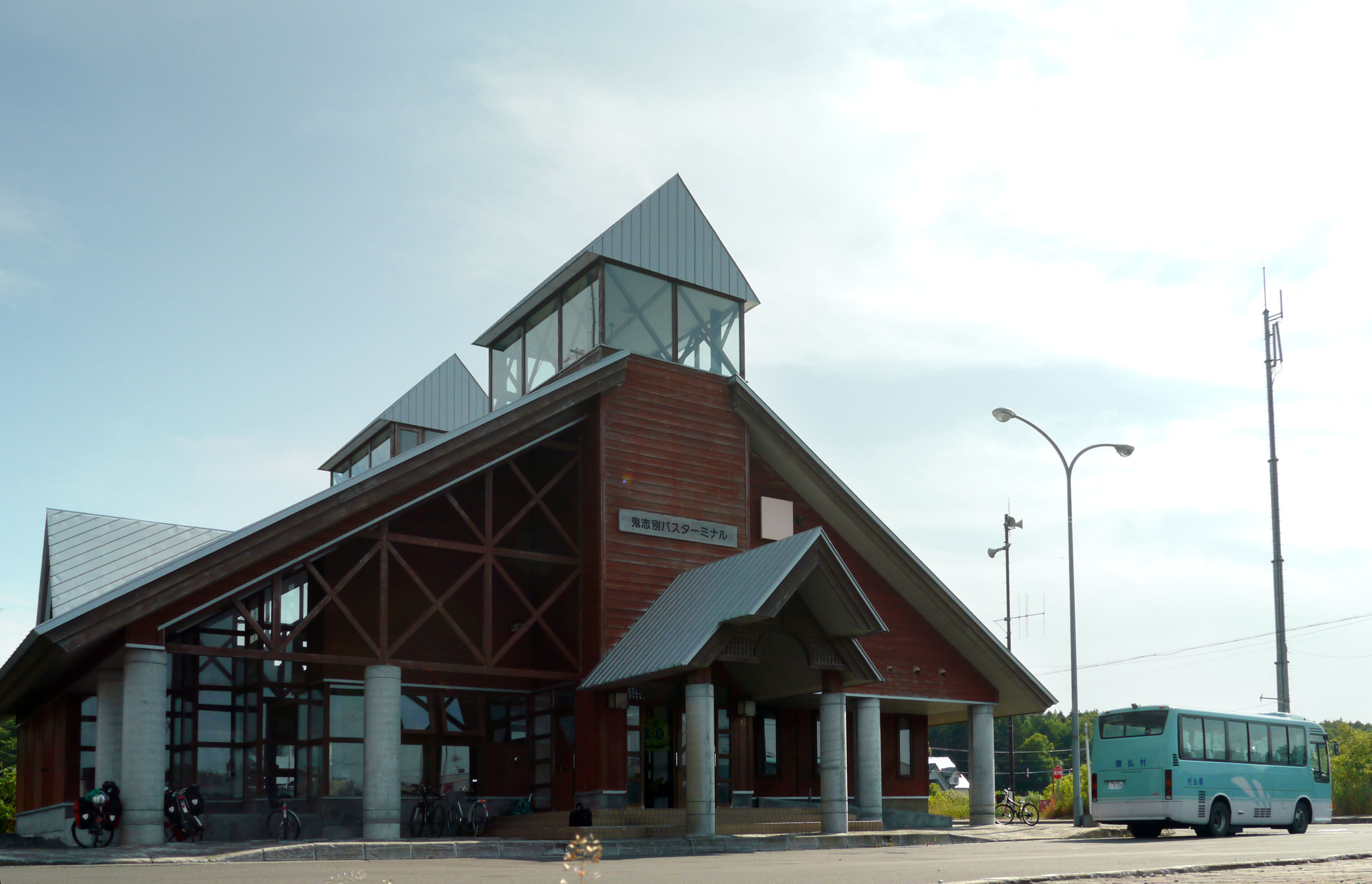
鬼志別バスターミナル(2011年8月4日)

2001年（平成13年）時点では「鬼志別バスターミナル」となっていた。また館内の1階に天北線の資料展示室が設けられ、周辺駅の駅名標、乗車券、備品、写真などの天北線関連資料が保存・展示されている。2010年（平成22年）時点、2011年（平成23年）時点でもバスターミナル、展示室ともに同様であった。

## 隣の駅
北海道旅客鉄道
天北線
芦野駅 - 鬼志別駅 - 小石駅